# Sobre els jueus i les seves mentides
Sobre els jueus i les seves mentides (alemany: Von den Jüden und iren Lügen; en ortografia moderna Von den Juden und ihren Lügen) és un tractat antisemita de 65000 paraules escrit el 1543 pel líder de la Reforma Protestant Martí Luter.
L'actitud de Luter cap als jueus va adoptar diverses facetes al llarg de la seva vida. En el seu període inicial, previ a l'any 1537, va intentar convertir als jueus al luteranisme (forma del cristianisme protestant), però no va aconseguir convèncer-los. Posterior a això, especialment quan va escriure aquest tractat, els va difamar i va encoratjar al fet que fossin perseguits.
En aquest polèmic tractat, va declarar que les escoles (ieixivà) i sinagogues jueves havien de ser cremades, que els seus llibres d'oració (sidur) havien de ser destruïts, prohibí que els rabins prediquessin, incendiant les seves llars i confiscant els seus ingressos i propietats. Proclamà que no s'havia de mostrar compassió ni bondat cap a ells, no se'ls havia de brindar protecció legal, i que "aquests cucs enverinats" havien de ser condemnats a treballs forçats o ser expulsats per sempre. També en justificà el seu assassinat, escrivint: "[Tenim] la culpa de no matar-los".